# リクガメ科
リクガメ科（リクガメか、Testudinidae）は、爬虫綱カメ目に分類される科。

## 分布
オーストラリア大陸と南極大陸を除く世界各地

## 形態

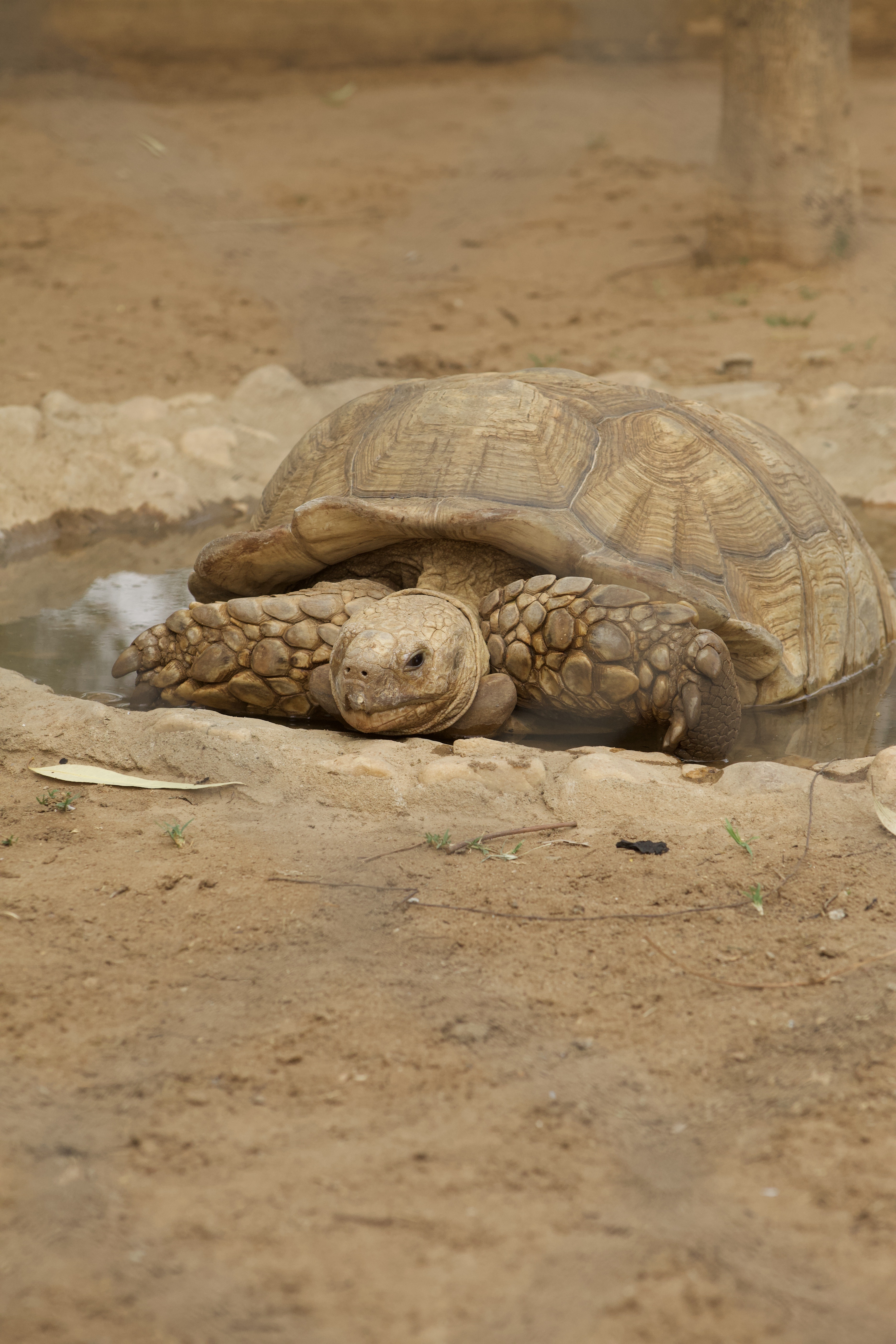
アルマット農場の生息地でくつろぐカメ

現生の最大種はアルダブラゾウガメ（A. g. hololissaを亜種とした場合）で最大甲長138センチメートル。化石種も含めた最大種はColossochelys atlasで甲長約200センチメートル。最小種はシモフリヒラセリクガメで最大甲長9.6センチメートルとカメ目全種でも最小種。背甲はドーム状やアーチ状に盛り上がる傾向がある。
頭部は中型でやや分厚く、縦幅は短いが幅広い。吻端はあまり突出しない傾向がある。咬合面や顎を覆う角質（嘴）は幅広い。種によっては嘴に鋸状の突起や畝があり、歯のように植物を切断したりすることができる。舌は発達するが、舌を支える骨格（舌弓）は軟骨質であまり発達しない。頸部はやや短い。四肢は太くて短く、指趾は退化して短い。趾骨が2個以上ない。頭部や四肢は大型鱗で覆われる。

## 分類
始新世の北アメリカやヨーロッパで出現したと考えられている。核DNAやミトコンドリアDNAの分子系統的解析からイシガメ科に最も近縁とされ、単系統群を形成すると考えられている。
以下の分類・英名は、Turtle Taxonomy Working Group(2017)に従う。和名は安川(2008)・中井(2021)に従う。
- アルダブラゾウガメ属 Aldabrachelys[8]
  - †Aldabrachelys abrupta マダガスカルセマルゾウガメ（絶滅種）[4]
  - Aldabrachelys gigantea アルダブラゾウガメ Aldabra giant tortoise
  - †Aldabrachelys gransisieri マダガスカルヒラセゾウガメ（絶滅種）[4]

- マダガスカルリクガメ属 Astrochelys
  - Astrochelys radiata ホウシャガメ Radiated tortoise/Sokake
  - Astrochelys yniphora ヘサキリクガメ Angonoka/Ploughshare tortoise

- ケヅメリクガメ属 Centrochelys
  - Centrochelys sulcata ケヅメリクガメ African spurred tortoise

- ナンベイリクガメ属 Chelonoidis[9]
  - Chelonoidis carbonaria アカアシガメ Red-footed tortoise
  - Chelonoidis denticulata キアシガメ Yellow-footed tortoise
  - Chelonoidis chilensis チャコリクガメ Chaco tortoise/Pampas tortoise(チャコリクガメC. petersiはシノニムとする＜C. petersiを分割した狭義のC. chilensisの和名をパンパリクガメとする説もあった[9]＞）
  - Chelonoidis niger species complex（ガラパゴスゾウガメ種群 - 以下はガラパゴスゾウガメChelonoidis nigerの亜種とする説もあり）
    - †Chelonoidis abingdoni ピンタゾウガメ Abingdon Island giant tortoise/Pinta giant tortoise（絶滅種）
    - Chelonoidis becki ベックゾウガメ Volcán Wolf giant tortoise/Wolf Volcano giant tortoise
    - Chelonoidis chathamensis サンクリストバルゾウガメ Chatham Island giant tortoise/San Cristóbal giant tortoise
    - Chelonoidis darwini サンサルバドルゾウガメ James Island giant tortoise/Santiago giant tortoise
    - Chelonoidis donfaustoi ファウストゾウガメ Cerro Fatal giant tortoise/Eastern Santa Cruz giant tortoise/Don Fausto's giant tortoise
    - Chelonoidis duncanensis ピンソンゾウガメ Duncan Island giant tortoise/Pinzón giant tortoise
    - Chelonoidis guentheri ギュンターゾウガメ Sierra Negra giant tortoise（セロアスールゾウガメのシノニムとする説もあり[9]）
    - Chelonoidis hoodensis エスパニョラゾウガメ Española giant tortoise/Hood Island giant tortoise
    - Chelonoidis microphyes ウスカワゾウガメ Darwin Volcano giant tortoise/Tagus Cove giant tortoise/Volcán Darwin giant tortoise（セロアスールゾウガメのシノニムとする説もあり[9]）
    - †Chelonoidis niger フロレアナゾウガメ Charles Island giant tortoise/Floreana giant tortoise（Chelonoidis nigraは無効名とされる）
    - †Chelonoidis phantastica フェルナンディナゾウガメ Fernandina giant tortoise/Narborough Island giant tortoise（絶滅種）
    - Chelonoidis porteri サンタクルスゾウガメ Indefatigable Island giant tortoise/Western Santa Cruz giant tortoise
    - Chelonoidis vandenburghi バンデルブルグゾウガメ Alcedo Volcano giant tortoise/Volcán Alcedo giant tortoise（セロアスールゾウガメのシノニムとする説もあり[9]）
    - Chelonoidis vinica セロアスールゾウガメ Cerro Azul giant tortoise/Iguana Cove giant tortoise

- ソリガメ属 Chersina
  - Chersina angulata ソリガメ Angulate tortoise/South African bowsprit tortoise

- コガタヒラセリクガメ属 Chersobius
  - Chersobius boulengeri ブーランジェヒラセリクガメ Karoo dwarf tortoise/Karoo padloper
  - Chersobius signataus シモフリヒラセリクガメ Speckled padloper/Speckled tortoise
  - Chersobius solus ナミビアヒラセリクガメ Nama padloper/Nama tortoise

- †マスカリンリクガメ属 Cylindraspis（絶滅属）
  - Cylindraspis indica レユニオンオオリクガメ Reunion giant tortoise
  - Cylindraspis inepta モーリシャスセマルリクガメ Mauritius giant domed tortoise
  - Cylindraspis peltastes ロドリゲスセマルリクガメ Rodrigues domed tortoise　
  - Cylindraspis triserrata モーリシャスオオリクガメ Mauritius giant flat-shelled tortoise
  - Cylindraspis vosmaeri ロドリゲスクラセリクガメ Rodrigues giant saddleback tortoise

- ホシガメ属 Geochelone
  - Geochelone elegans インドホシガメ Indian star tortoise
  - Geochelone platynota ビルマホシガメ Burmese star tortoise

- ゴファーガメ属 Gopherus
  - Gopherus aggassizii サバクゴファーガメ Agassiz's desert tortoise/Mohave desert tortoise/Mojave desert tortoise
  - Gopherus berlandieri テキサスゴファーガメ Berlandier's Tortoise/Texas tortoise
  - Gopherus evgoodei シナロアゴファーガメ Goode's thornscrub tortoise/Sinaloan thornscrub tortoise
  - Gopherus flavomarginatus メキシコゴファーガメ Bolson tortoise
  - Gopherus morafkai ソノラゴファーガメ Morafka's desert tortoise/Sonoran desert tortoise
  - Gopherus polyphemus アナホリゴファーガメ Gopher tortoise

- ヒラセリクガメ属 Homopus
  - Homopus areolatus オウムヒラセリクガメ Common padloper/Parrot-beaked tortoise
  - Homopus famoratus オオヒラセリクガメ Greater dwarf tortoise/Greater padloper

- インドリクガメ属 Indotestudo
  - Indotestudo elongata エロンガータリクガメ Elongated tortoise/Yellow-headed tortoise
  - Indotestudo forsteni セレベスリクガメ Forsten's tortoise/Sulawesi tortoise
  - Indotestudo travancorica トラバンコアリクガメ Travancore tortoise

- セオレガメ属 Kinixys
  - Kinixys belliana ベルセオレガメ Bell's hinge-back tortoise
  - Kinixys erosa モリセオレガメ Forest hinge-back tortoise/Serrated hinge-back tortoise
  - Kinixys homeana ホームセオレガメ Home's hinge-back tortoise
  - Kinixys lobatsiana ロバツィセオレガメ Lobatse hinge-back tortoise
  - Kinixys natalensis ナタールセオレガメ KwaZulu-Natal hinge-back tortoise/Natal hinge-back tortoise
  - Kinixys nogueyi ニシアフリカセオレガメ Western hinge-back tortoise（旧ベルセオレガメK. bellianaの亜種から分割）
  - Kinixys spekii スピークセオレガメ Speak's hinge-back tortoise
  - Kinixys zombensis ゾンバセオレガメ Southeastern hinge-back tortoise（旧ベルセオレガメK. bellianaの基亜種南東部・マダガスカル個体群から分割）

- パンケーキガメ属 Malacochersus
  - Malacochersus tomieri パンケーキガメ Pancake tortoise

- ムツアシガメ属 Manouria
  - Manouria emys エミスムツアシガメ Asian giant tortoise
  - Manouria impresa インプレッサムツアシガメ Impressed tortoise
  - Manouria oyamai オオヤマリクガメ[10]
- ヤブガメ属 Psammobates
  - Psammobates geometricus ホシヤブガメ Geometric tortoise
  - Psammobates oculifer ノコヘリヤブガメ Kalahari tent tortoise/Serrated tent tortoise
  - Psammobates tentorius テントヤブガメ Tent tortoise

- クモノスガメ属 Pyxis
  - Pyxis arachnoides クモノスガメ Spider tortoise
  - Pyxis planicauda ヒラオリクガメ Flat-shelled spider tortoise/Flat-tailed Tortoise

- ヒョウモンガメ属 Stigmochelys
  - Stigmochelys pardalis ヒョウモンガメ Leopard tortoise

- チチュウカイリクガメ属 Testudo
  - Agrionemys亜属
    - Testudo horsfieidii ヨツユビリクガメ Central Asian tortoise/Horsfield's tortoise/Steppe tortoise

  - Chersine亜属
    - Testudo hermanni ヘルマンリクガメ Herman's tortoise

  - Testudo亜属
    - Testudo gracea ギリシャリクガメ Greek tortoise/Moorish tortoise/Spur-thighed tortoise（亜種を独立種とする説もあり[4]）
    - Testudo kleinmanni エジプトリクガメ Egyptian tortoise
    - Testudo marginata フチゾリリクガメ Marginated tortoise

## 生態
カメ目で唯一陸棲種のみで構成されるが、セオレガメ属の一部やムツアシガメ属などのように頻繁に水に漬かるような生活を送る種もいる。
食性は植物食（一部は植物食傾向の強い雑食）だが、昆虫、陸棲の貝類、動物の死骸などを食べることもある。

## 人間との関係
生息地では、食用とされることもある。
開発による生息地の破壊、食用やペット用の乱獲などにより生息数が減少している種もいる。日本列島（南西諸島）に生息していたムツアシガメ属のオオヤマリクガメ（Manouria oyamai）は渡来してきた人類の影響で絶滅したと考えられている。
ペットとして飼育されることもあり、日本にも輸入されている。主に平面的な活動を行うため、床面積の広いケージを用意する。

## 画像

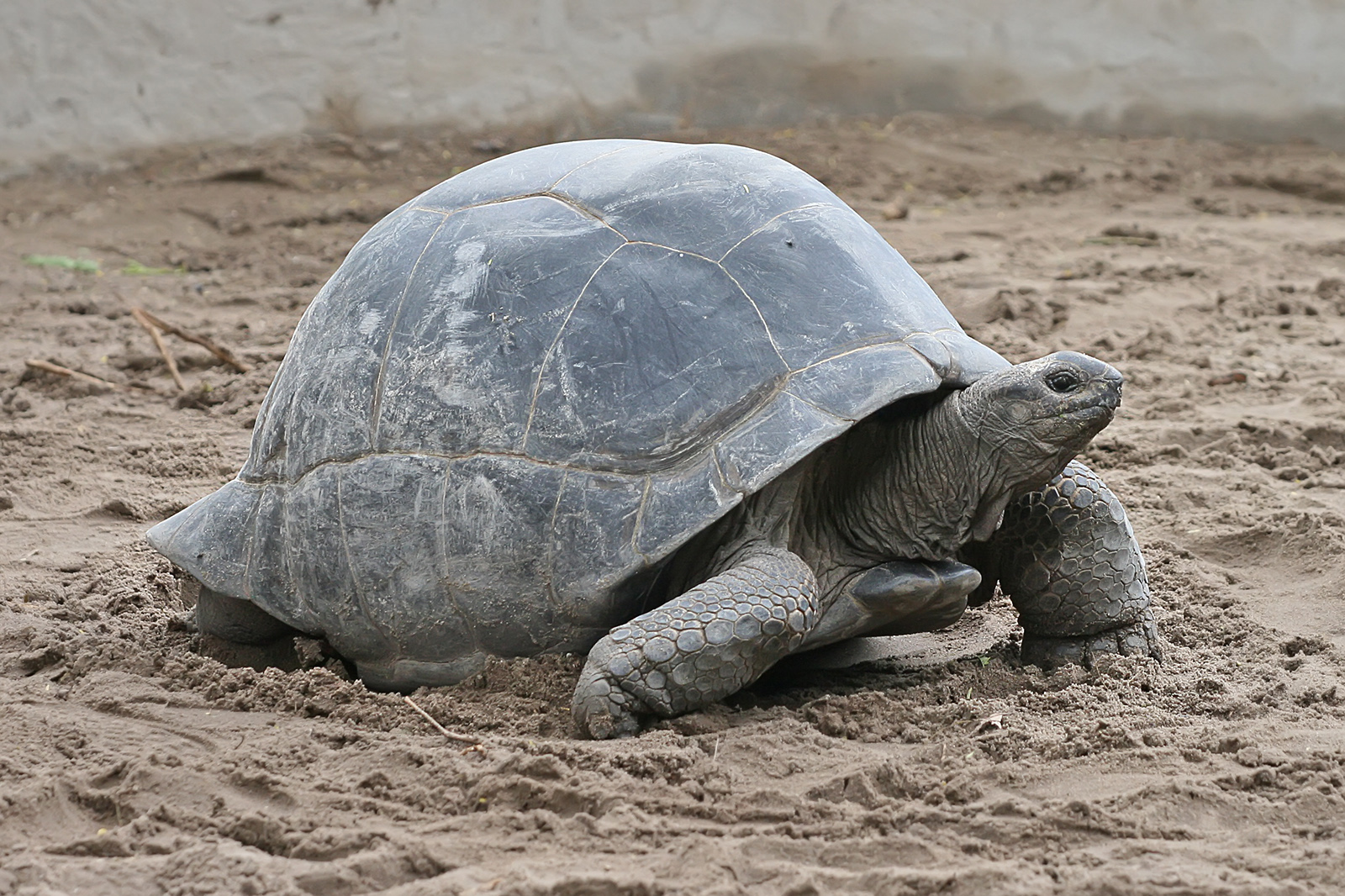
アルダブラゾウガメ A. gigantea
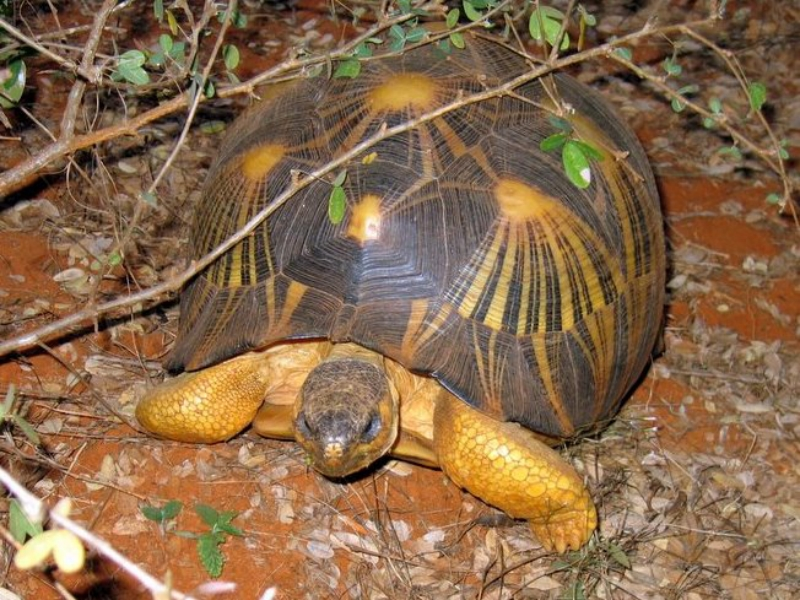
ホウシャガメ A. radiata
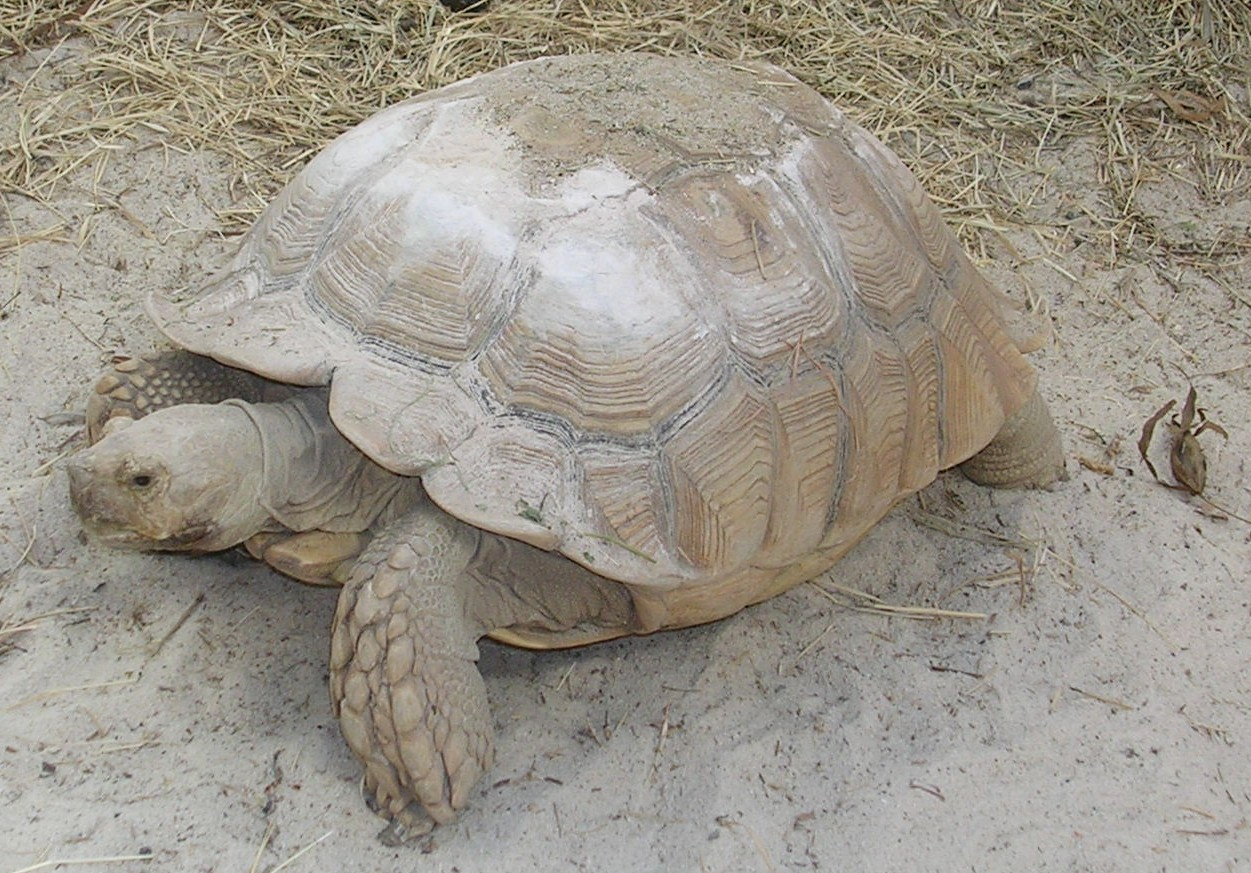
ケヅメリクガメ C. carbonaria
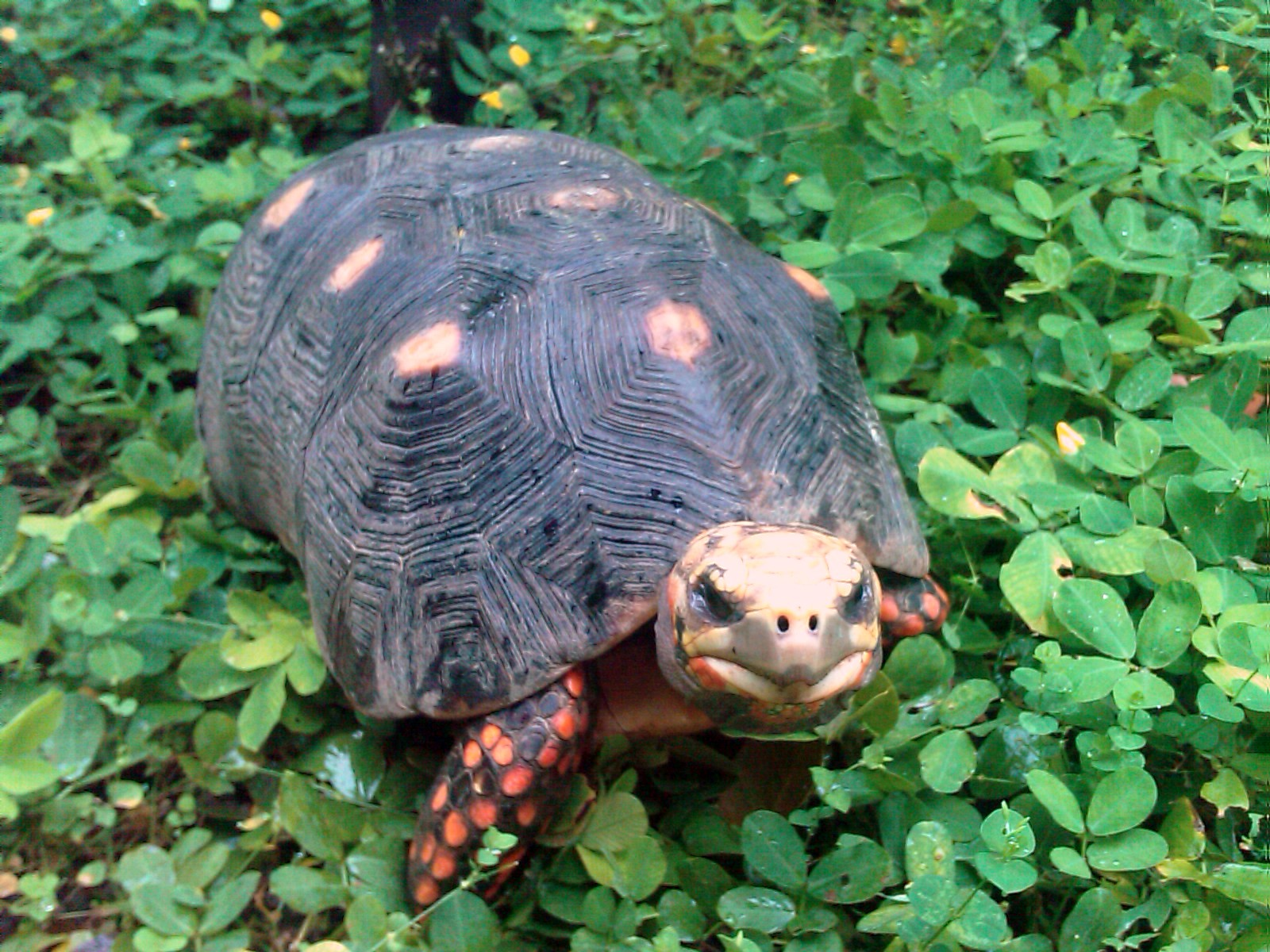
アカアシガメ C. carbonaria
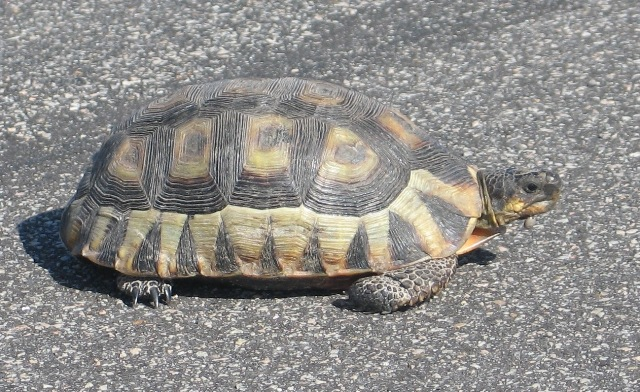
ソリガメ C. angulata
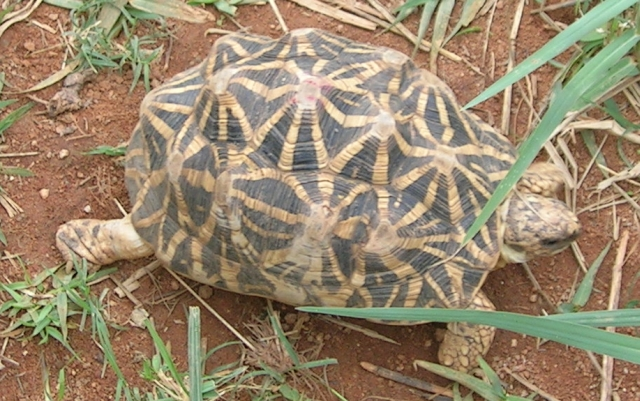
インドホシガメ G. elegans
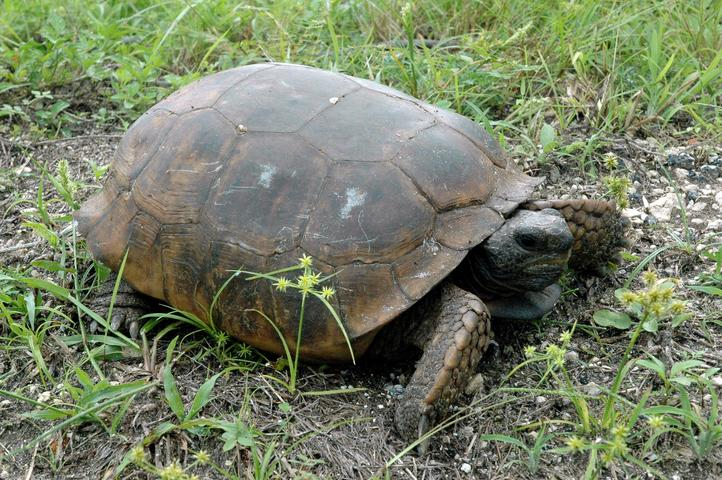
アナホリゴファーガメ G. polyphemus
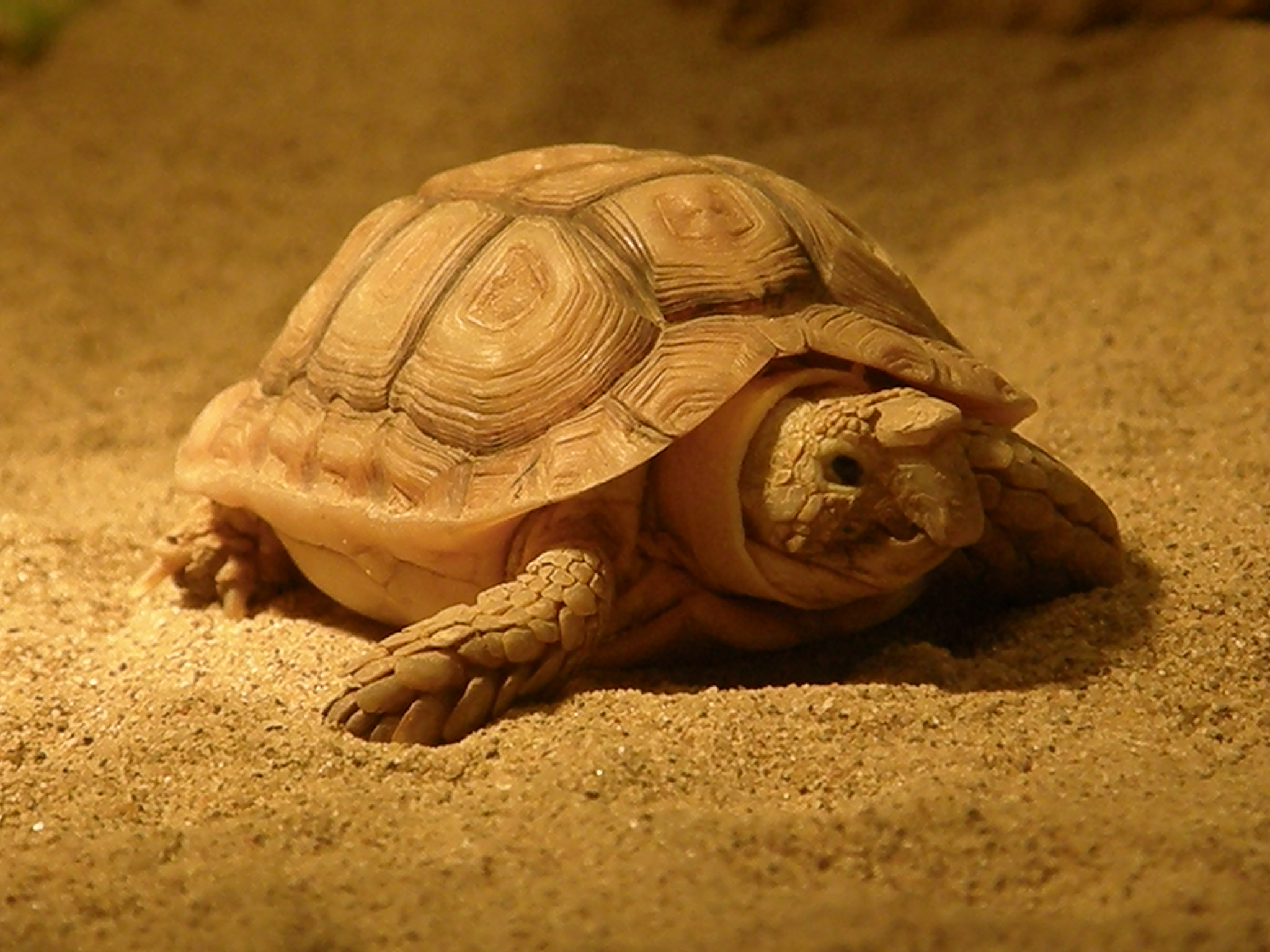
オウムヒラセリクガメ H. areolatus
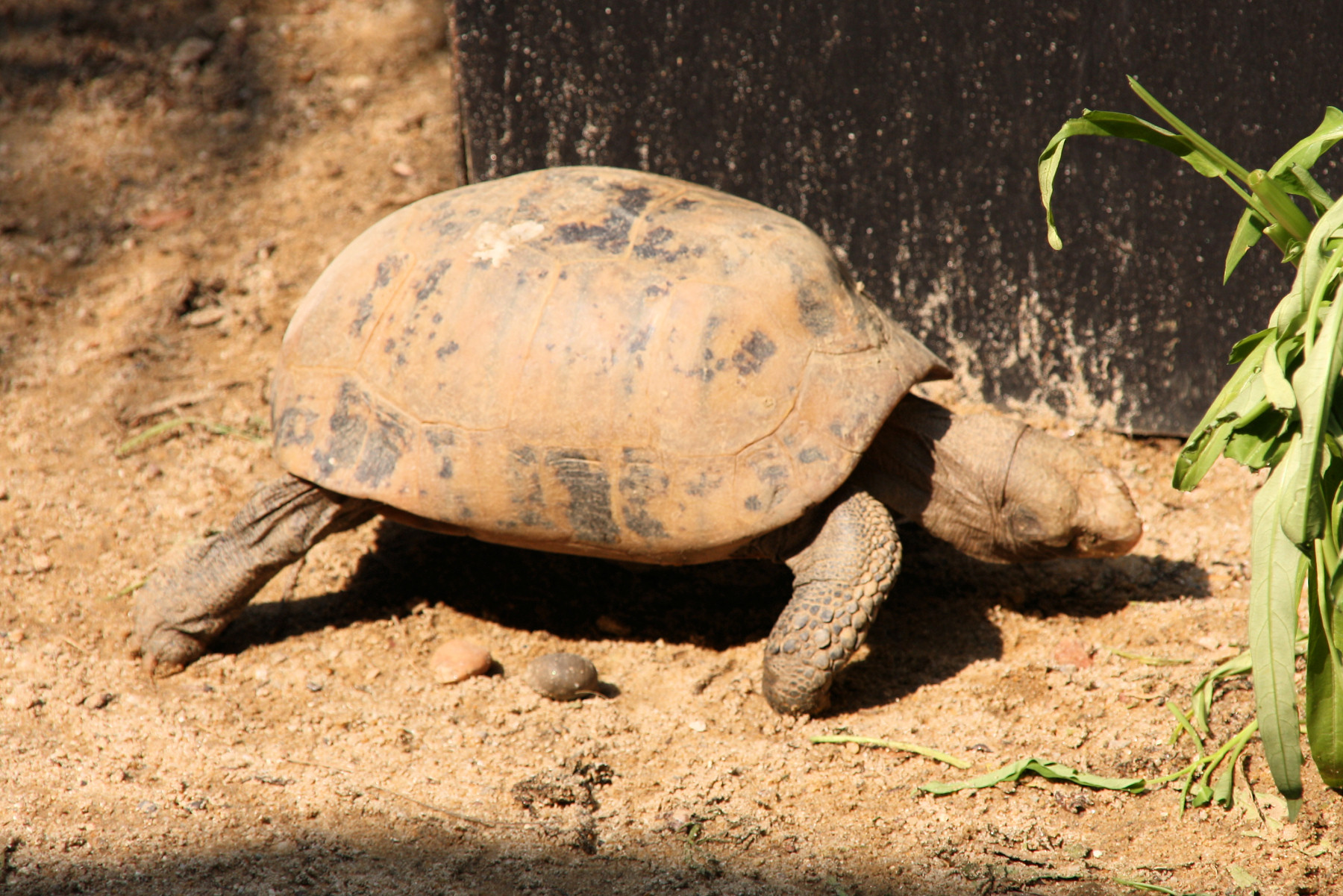
エロンガータリクガメ I. elongata
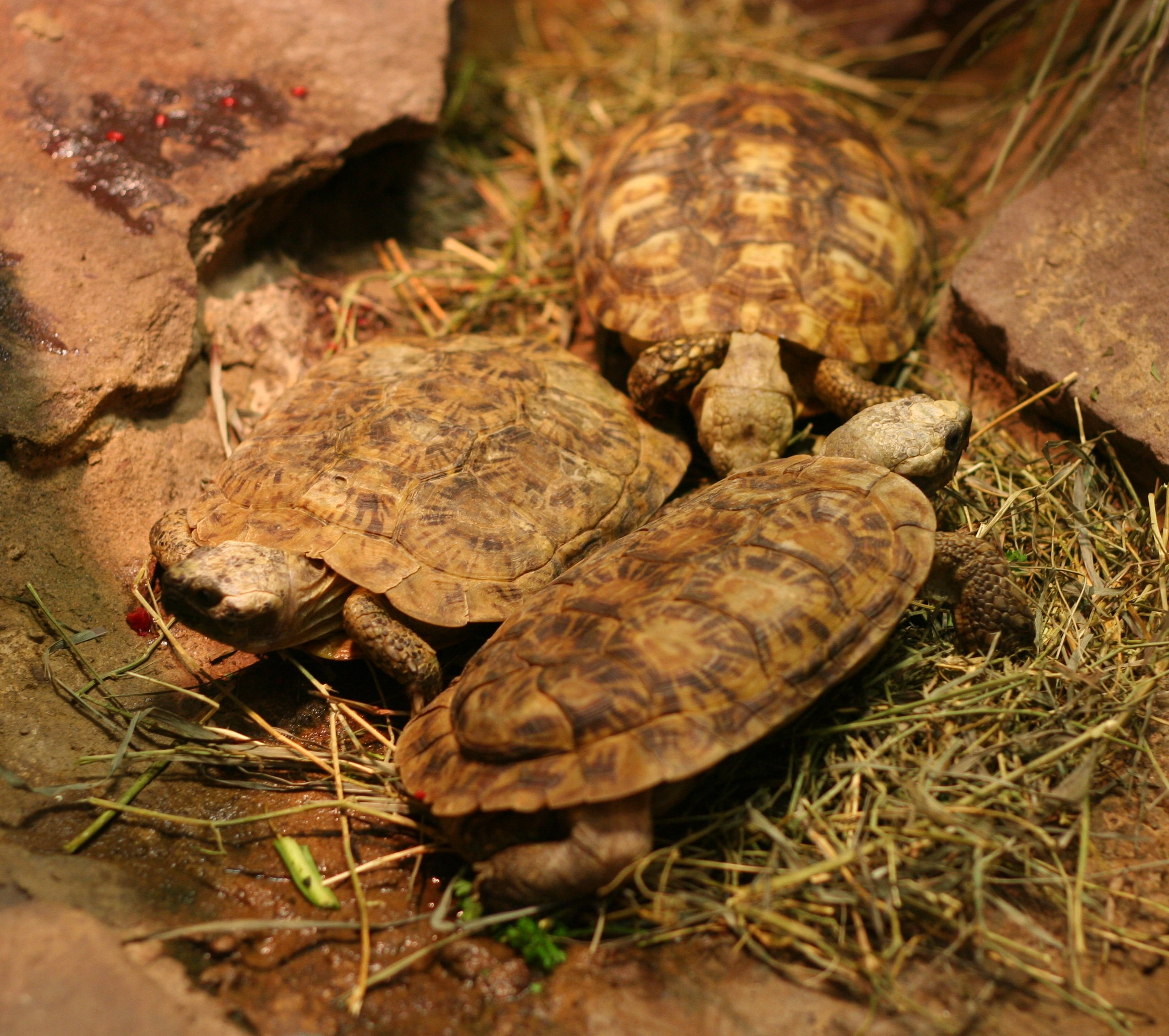
パンケーキガメ M. tornieri
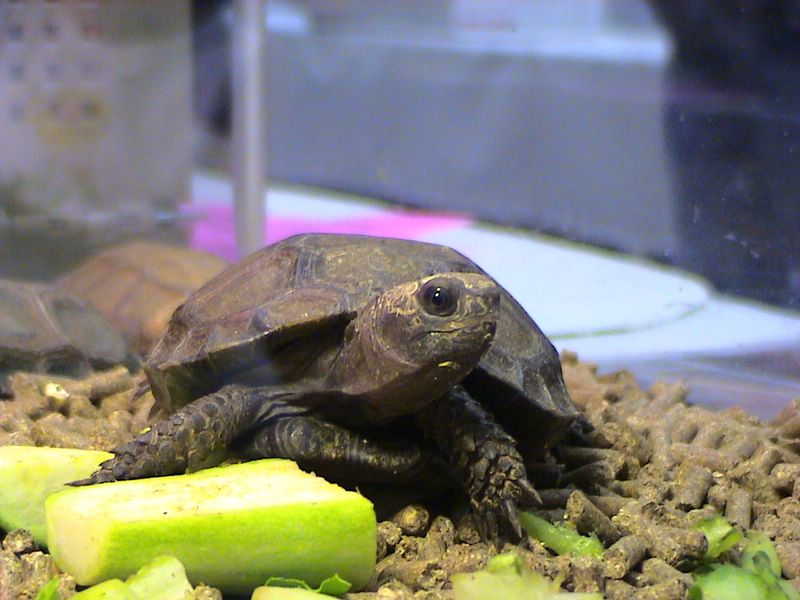
エミスムツアシガメ M. emys
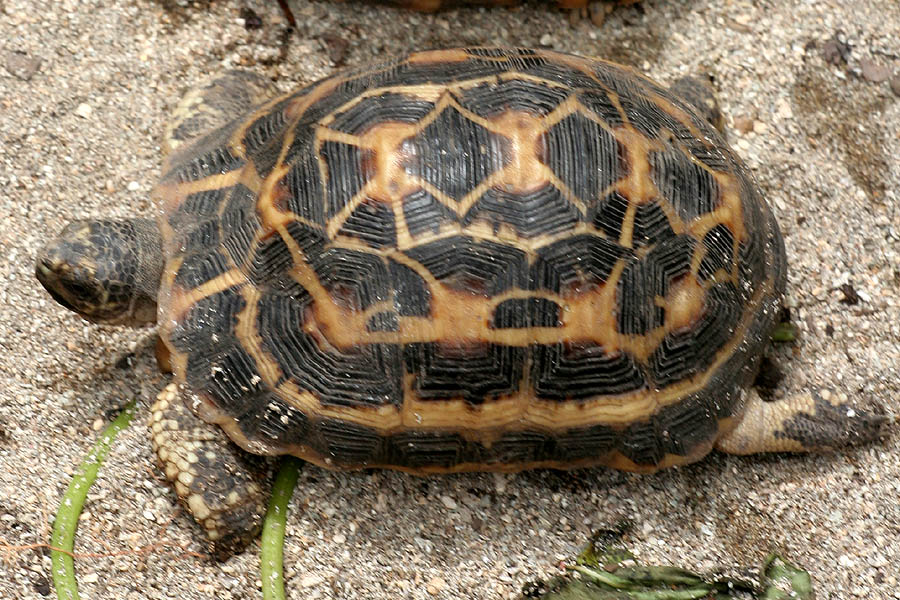
クモノスガメ P. arachnoides
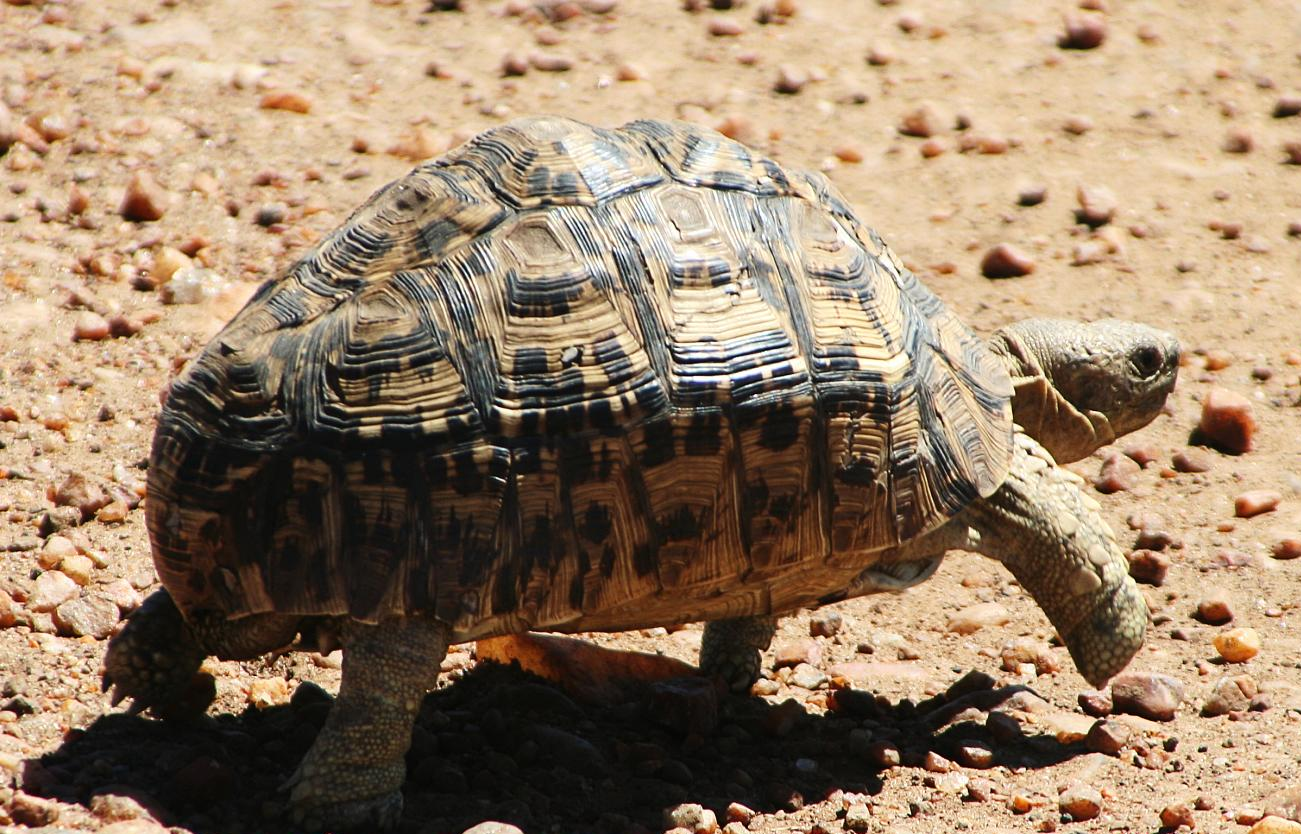
ヒョウモンガメ S. pardalis